# Dellacasiellus carpinterius
Dellacasiellus carpinterius är en skalbaggsart som beskrevs av Gordon och Paul E.Skelley 2007. Dellacasiellus carpinterius ingår i släktet Dellacasiellus och familjen Aphodiidae. Inga underarter finns listade i Catalogue of Life.